# Jean Giard
Pour les articles homonymes, voir Giard.
Jean Giard (né le 30 septembre 1926 à Paris) est un militant syndical et politique français ayant appartenu à la CGT ( toujours adhérent " CGT retraités") et au parti communiste, et élu député de l'Isère de 1986 à 1988.

## Biographie

### Jeunesse et éducation catholique
Fils aîné de quatre enfants, Jean Giard reçoit une éducation catholique au petit séminaire de Saintes à dix ans, puis au grand séminaire de L’Houmeau.
Sous l’influence à la fois de prêtres du Prado et des Petits frères de Jésus, il s'oriente vers le catholicisme social et lit Emmanuel Mounier, le fondateur du personnalisme, ainsi que Pierre Teilhard de Chardin et fréquente les JOC de Nantes. Il termine ses études religieuses à la Mission de France, et il y fait plusieurs stages dans diverses missions en France au contact de prêtres ouvriers. Il y découvre Marx et le syndicalisme à la CGT et devient secrétaire adjoint de l’Union locale de Montceau-les-Mines en 1952.
C'est également dans le cadre de la Mission de France qu'il rencontre sa femme Françoise Chapuis avec qui il se marie en 1953. Ils s'établissent à Grenoble où il travaille dans le bâtiment, puis comme permanent syndical alors que sa femme devient institutrice. Ils auront ensemble trois enfants.

### Implications syndicale et politique
Jean Giard adhère ainsi au PCF en 1954 et devient secrétaire de l’union locale de la CGT à Grenoble en 1956. Il gravit les échelons de ces deux organisations et s'investit particulièrement au parti communiste. Au milieu des années 1970, il devient l'adjoint de Jacques Chambaz, chargé des relations du parti avec les intellectuels.
Il rejette tout d'abord au nom du parti communiste l'alliance avec le groupe d'action municipale grenoblois d'Hubert Dubedout aux élections municipales de 1965 et 1971, pour deux raisons : la trop faible part d'ouvriers sur la liste et l'absence d'un cadre politique national.
À partir de 1972, le parti accepte finalement l'union de la gauche au niveau national et en 1977 Jean Giard est élu sur la liste d'union PS-PCF-MRG menée par Hubert Dubedout pour son troisième mandat. Il est nommé adjoint aux finances, poste qu'il occupe jusqu'en 1983. Il est ensuite élu d'opposition de 1983 à 1995, sous les deux mandats d'Alain Carignon.
Parallèlement, il a été député de l'Isère de la VIIIe législature de la Cinquième République, à la proportionnelle, seul élu communiste sur les neuf sièges dévolus à l'Isère. Il a exercé son mandat du 16 mars 1986 au 14 mai 1988.
Il quitte le bureau fédéral du PCF en 1990 et se rapproche du courant des refondateurs avec Charles Fiterman et Jack Ralite et quitte définitivement le parti en 1994.

### Militantisme citoyen et associatif
Localement, il contribue à fonder Grenoble Objectif 95 pour la reconquête à gauche de la ville, devenu par la suite GO Citoyenneté.
Dans les années 1990, il milite également pour l'amélioration des conditions de vie des personnes âgées. Il occupe la vice-présidence de France Alzheimer Isère, puis fonde l’association Alertes 38.
Aux élections municipales de 2020, il apporte son soutien à la liste Grenoble en Commun d'Éric Piolle, maire sortant, où il accepte de figurer en dernière place.